# Moriago della Battaglia
Pour les articles homonymes, voir Battaglia.
Moriago della Battaglia (en vénitien: Moriago) est une commune italienne d'environ 2 810 habitants située dans la province de Trévise dans la région Vénétie, dans le nord-est de l'Italie.

## Géographie
La commune de Moriago della Battaglia est située dans le nord est de l'Italie, en Vénétie, dans la province de Trévise. Le Piave borde une partie de son territoire.

### Origine du nom
Le toponyme est probablement un dérivé du nom propre latin Maurellius ou Maurilius, auquel a été ajouté le suffixe  -ācus. D'autres hypothèses le rapproche de "muri", en référence à des structures défensives, ou à "morìa", en liaison avec la destruction de l'ancien village  de Nosledo. L'étymologie populaire le rapproche du terme "muore il lago", selon lequel le village serait à la limite d'une zone marécageuse.

## Histoire
La présence de traces de peuplement humains dans le territoire de Moriago datant au moins de l'âge du bronze, est attestée par la découverte de restes de vaisselle en terre cuite.
Les zones actuellement habitées se seraient formées à l'époque romaine et conservent des traces de la structure du village protégé par une enceinte circulaire. De cette période datent plusieurs sépultures  (Ier-IIe siècles) et une probable  centuriation encore reconnaissables entre le ruisseau Rosper et le lieu-dit "terrazzo delle Rive".
Durant les invasions barbares, les habitants se sont réfugiés dans des zones plus sûres (les marécages, la zone au nord de l'église de Moriago, Nosledo, les collines avoisinantes), et ont réintégré les anciens villages à la fin des raids.
Le nom de la commune est cité pour la première fois en 1112 en Murliago. Au Moyen Âge, on assiste à la féodalisation de la région, mais, à partir du XIIIe siècle, les seigneurs locaux renoncèrent à leurs droits et cédèrent leur souveraineté à la Commune de Trévise. Durant cette même période, les moines du monastère de Vidor entreprirent dans la région d'importants travaux de bonification des terres agricoles.
Lors du passage sous la souveraineté vénitienne, Moriago dépendit de la commune voisine de Vidor. La commune actuelle fut constituée en 1807, sous Napoléon, cependant, en 1810 elle fut supprimée et rattachée à nouveau à Vidor pour recouvrer son autonomie en 1819, sous le règne autrichien.
Comme le rappelle son toponyme, le village subit des destructions durant la Grande Guerre en se retrouvant sur la ligne de front lors de la bataille du Piave. Lors de cette bataille, le 27 octobre 1918 les troupes du XXIII Corps d'armée, commandé par le général Giuseppe Vaccari (it), réussirent à traverser le fleuve pour fondre sur les lignes ennemies près du lieu désormais appelé île des Morts. Cet évènement est à la base de la victoire de la bataille de Vittorio Veneto.

## Monuments et patrimoine

### Église paroissiale
Sa dédicace à saint Léonard de Limoges en fait remonter l'origine au début du Xe siècle, durant l'occupation franque. Au début du XIIe siècle, elle dépendait de l'abbaye de Vidor, puis, en  1375, elle fut promue au rang de presbytère dépendant du piève de Sernaglia. La création de la paroisse date de 1569.
L'édifice actuel fut construit durant les années 1922-1925 en remplacement de l'église précédente qui datait du XVIIIe siècle et qui fut détruite durant la Grande Guerre. Dessinée par Alberto Alpago Novello (it) et consacrée en 1928 par l'évêque Eugenio Beccegato (it), elle conserve sur l'autel un remarquable retable épargné par les combats dû à Pordenone. Les décorations intérieures de la coupole sont l’œuvre de Guido Cadorin (it), avec, d'abord, la collaboration de Giovanni Zanzotto (it) puis celle de Astolfo de Maria (it).

### Maison Champignon
Il s'agit du surnom d'une construction futuriste située via dei Zanin et conçue par Dante Vendramini. Ingénieur originaire du village, Il avait fondé sa société Plastiremo (Plastique Renforcé Modelé) de conception et fabrication de pièces complexes en résine et fibres de verre pour les marchés, entre autres, de l'aviation et l'aéronautique. A sa retraite il l'a cédée à la société Zodiac, absorbée depuis par le groupe Safran. À sa mort, elle a été terminée par l'actuelle propriétaire, Lorella Zanetton.
L'habitation est construite en utilisant des méthodes et des matériaux propres à l'industrie aéronautique ; elle est basée sur un système de modules en béton armé, recouverts de panneaux en matériaux composites. La caractéristique la plus marquante est la forme générale du bâtiment, ressemblant à un champignon en raison de la superposition de deux étages de forme circulaire, le second étant plus grand.

## Administration
| Période                                  | Période            | Identité          | Étiquette                                      | Qualité |
| ---------------------------------------- | ------------------ | ----------------- | ---------------------------------------------- | ------- |
| Les données manquantes sont à compléter. |                    |                   |                                                |         |
| 31 juillet 1985                          | 29 mai 1990        | Roberto Collet    | DC                                             |         |
| 29 mai 1990                              | 11 mai 1994        | Angelo Gregolon   | Sans étiquette                                 |         |
| 11 juillet 1994                          | 21 novembre 1994   | Rosanna Spada     | Commissaire préfectoral                        |         |
| 21 novembre 1994                         | 30 novembre 1998   | Franco Francovigh | Liste communale                                |         |
| 30 novembre 1998                         | 27 mai 2003        | Breda Pergentino  | Liste communale                                |         |
| 27 mai 2003                              | 15 avril 2008      | Breda Pergentino  | Liste communale                                |         |
| 15 avril 2008                            | 27 mai 2013        | Giuseppe Tonello  | Ligue du Nord - autres                         |         |
| 27 mai 2013                              | 27 mai 2018        | Giuseppe Tonello  | Ligue du Nord - Liste communale                |         |
| 12 juin 2018                             | 15 mai 2023        | Giuseppe Tonello  | Ligue du Nord - Liste communale                | [ 6 ]   |
| 15 mai 2023                              | mandature actuelle | Loris Rizzetto    | Ligue du Nord - Liste communale (Futur Projet) |         |

### Hameaux
Les hameaux de Mosnigo et Nosledo sont rattachés à la commune de Moriago della Battaglia.

### Communes limitrophes
Crocetta del Montello, Farra di Soligo, Sernaglia della Battaglia, Vidor, Volpago del Montello